# Phenacoccus alonim
Phenacoccus alonim är en insektsart som beskrevs av Ben-dov 1991. Phenacoccus alonim ingår i släktet Phenacoccus och familjen ullsköldlöss.
Artens utbredningsområde är Israel. Inga underarter finns listade i Catalogue of Life.